# 18e arrondissement de Budapest
Le 18e arrondissement de Budapest (hongrois : Budapest XVIII. kerülete ou Pestszentlőrinc-Pestszentimre) est un arrondissement de Budapest, capitale de la Hongrie. L'arrondissement a été créé en 1950 par fusion des localités de Pestszentimre et Pestszentlőrinc du comitat de Pest-Pilis-Solt-Kiskun.

## Localisation
Le 18e arrondissement est situé au sud-est de Budapest.

## Quartiers
L'arrondissement contient les quartiers suivants :
- Alacskai úti lakótelep
- Almáskert
- Bélatelep
- Belsőmajor
- Bókaytelep
- Erdőskert
- Erzsébettelep
- Ferihegy
- Ganzkertváros
- Ganztelep
- Gloriett-telep
- Halmierdő
- Havanna lakótelep
- Kossuth Ferenc-telep
- Lakatostelep
- Liptáktelep
- Lónyaytelep
- Miklóstelep
- Rendessytelep
- Szemeretelep
- Szent Imre-kertváros
- Szent Lőrinc-telep
- Újpéteritelep